# Tendrara
Tendrara (pronúncia: tandrara; em árabe: تندرارة; romaniz.: Tandrārah) é uma vila e comuna rural do leste de Marrocos, que faz parte da província de Figuigue e da região Oriental. Em 2004 a comuna tinha 12 057 habitantes, dos quais 6 254 residiam na vila e 5 803 em aldeias rurais. Estimava-se que a vila tivesse 6 525 habitantes em 2012.
Situa-se numa zona desértica, algumas dezenas de quilómetros a oeste da fronteira com a Argélia, na estrada N-7, que liga Ujda a Figuigue e Errachidia via Bouarfa. Encontra-se 70 km a norte de Bouarfa, 175 km a noroeste de Figuigue, 330 km a nordeste de Errachidia e 200 km a sul de Ujda (distâncias por estrada).
Nas quintas-feiras tem lugar em Tendrara dois importantes socos (mercados), um tradicional, no centro, e outro de ovelhas e cabras nos arrabaldes.
Durante a Segunda Guerra, o regime francês de Vichy, o governo fantoche controlado pelos nazis instalou um campo de concentração perto de Tendrara, onde prisioneiros judeus eram forçados a trabalhar na construção que ligava Orão, na Argélia, ao sul de Marrocos, percorrendo a fronteira.